# Паровая машина Ньюкомена
Паровая машина Ньюкомена — пароатмосферная машина, которая использовалась для откачки воды в шахтах и получила широкое распространение в XVIII веке.

## История
Паровой двигатель (эолипил) турбинного типа был изобретён Героном Александрийским в I веке н. э., но оставался забытой игрушкой, и лишь в конце XVII столетия паровые двигатели вновь привлекли внимание энтузиастов. Дени Папен изобрёл паровой котёл высокого давления с предохранительным клапаном и впервые высказал идею использования подвижного поршня в цилиндре. Но до практической реализации Папен не добрался. 
В 1705 году кузнец по профессии Томас Ньюкомен совместно с лудильщиком Дж. Коули построил паровой двигатель для водяного насоса (водоподъёмника), опыты по совершенствованию которого продолжались около десяти лет, пока он не начал исправно работать (1712). При мощности 8 лошадиных сил машина поднимала воду с 80-метровой глубины:184. По-видимому, Ньюкомен использовал ранее полученные экспериментальные данные Папена, который изучал давление водяного пара на поршень в цилиндре и поначалу нагревание и охлаждение пара для возвращения поршня в исходное состояние производил вручную.
Однако на своё изобретение Ньюкомен не смог получить патент, так как паровой водоподъёмник был запатентован ещё в 1698 году Т. Севери, с которым Ньюкомен позднее сотрудничал, поскольку патент Севери получил по акту Парламента право действия до 1733 года. Устройством Ньюкомена был поршневой паровой двигатель с водоподъёмным насосом, и, очевидно, не слишком эффективный, так как тепло пара каждый раз терялось во время охлаждения контейнера, и довольно опасный в эксплуатации: вследствие высокого давления пара двигатели иногда взрывались. Так как это устройство можно было использовать как для вращения колёс водяной мельницы, так и для откачки воды из шахт, изобретатель назвал его «другом рудокопа».
Водоподъёмные насосы Ньюкомена с поршневым паровым двигателем нашли применение в Англии и в других европейских странах для откачивания воды из глубоких затопленных шахт, работы в которых без них производить было бы невозможно. К 1733 г. их было куплено 110, из которых 14 — на экспорт. С некоторыми усовершенствованиями их до 1800 г. произвели 1454 штуки, и они оставались в употреблении до начала XX века. В России первая машина Ньюкомена появилась в 1777 году в Кронштадте для осушения дока. Усовершенствованная машина Уатта не могла вытеснить машину Ньюкомена там, где был в избытке уголь низкого качества. В частности, на угольных разработках в Англии машины Ньюкомена использовались до 1934 года:186.

## Принцип работы
Рабочий ход в вакуумном двигателе Ньюкомена совершается не высоким давлением пара, а низким давлением вакуума, образующегося после впрыска воды в цилиндр, заполненный горячим паром. Низкое давление вакуума увеличивало безопасность двигателя, но сильно уменьшало его мощность.
Под действием собственного веса поршень насоса (прикрепленный к левому плечу коромысла на анимации, на анимации сам поршень не показан) опускается вниз, а поршень паровой части машины (прикреплен к правому плечу коромысла на анимации) поднимается, и пар низкого давления впускается в вертикальный рабочий цилиндр, открытый сверху. Впускающий пар клапан закрывается, и пар охлаждается, конденсируясь. Изначально пар конденсировался в результате внешнего водяного охлаждения цилиндра с паром:184. Затем введено усовершенствование: для ускорения конденсации в цилиндр с паром после закрытия клапана впрыскивалась вода низкой температуры (из ёмкости непосредственно под правым плечом коромысла на анимации), а конденсат сбегал в сборник конденсата. При конденсации пара давление в цилиндре падает, и атмосферное давление с усилием двигает поршень паровой части машины вниз, совершая рабочий ход. При этом поршень насосной части машины поднимается вверх, увлекая за собою воду на более высокий уровень (одновременно создавая разрежение в насосе ниже поршня, на котором перепускной клапан в этот момент закрыт под действием массы поднимаемой воды). Далее цикл повторяется. Смазка и уплотнение поршня паровой части осуществляется небольшим количеством воды, налитой на него сверху.
Изначально распределение пара и охлаждающей воды было ручным, затем изобретено автоматическое распределение, т. н. «механизм Поттера». Согласно легенде, его придумал мальчик Гемфри Поттер, работа которого заключалась в том, чтобы открывать и закрывать краны машины.
Работа, производимая атмосферным давлением, тем больше, чем больше ход поршня и сила давления на него. Перепад давлений при этом зависит только от температуры, при которой пар конденсируется, и сила, равная произведению перепада давлений на площадь поршня, увеличивается при увеличении площади поршня, то есть, диаметра цилиндра и, следовательно, объема цилиндра. Совокупно получается, что мощность машины растёт с ростом объёма цилиндра.
Поршень связан цепью с концом большого коромысла, представляющего собой двуплечий рычаг. Насос под нагрузкой связан цепью с противоположным концом коромысла. При рабочем ходе поршня вниз насос выталкивает вверх порцию воды (одновременно создавая разрежение в нижней камере, в которую через открывающийся при всасывании в камеру впускной клапан, под действием атмосферного давления в шахте, всасывается порция воды из шахты), а затем под собственным весом опускается вниз (одновременно закрывая впускной клапан во всасывающей камере и создавая, через открывающийся под давлением сжимаемой внизу воды клапан в самом поршне, переток новой порции поступившей из шахты откачиваемой воды из нижней всасывающей камеры в верхнюю подъёмную камеру), а поршень машины поднимается вверх, способствуя заполнению цилиндра паром.
Постоянное охлаждение и повторное нагревание рабочего цилиндра машины было очень расточительным и неэффективным. Тем не менее эти паровые машины позволяли откачивать воду с вдвое большей глубины:185, чем это было возможно при помощи лошадей. Отопление машин углем, добытым в той же шахте, которую машина обслуживала, оказалось выгодно, несмотря на чудовищную прожорливость установки: примерно 25 кг угля в час на одну лошадиную силу:185. Машина Ньюкомена не была универсальным двигателем и могла работать только как насос. Попытки Ньюкомена использовать возвратно-поступательное движение поршня для вращения гребного колеса на судах оказались неудачными. Однако заслуга Ньюкомена в том, что он одним из первых реализовал идею использования пара для получения механической работы. Его машина стала предшественницей универсального двигателя Дж. Уатта.
Схожую технологию в наше время используют бетононасосы на стройках

## Дальнейшее развитие
Рабочий ход поршня только в одну сторону (вниз), и постоянные потери тепла на нагревание остывшего цилиндра определили низкую эффективность машины (КПД менее 1%).
Первым усовершенствованием, введённым Уаттом, был отдельный конденсатор, позволивший держать цилиндр постоянно горячим.
В своём принципиально новом двигателе Уатт отказался от пароатмосферной схемы, создав коромысловую машину двойного действия, в которой рабочими были оба хода поршня. Цепь не могла более служить передаточным звеном к коромыслу во время хода поршня вверх, и возникла потребность в механизме, который передавал бы мощность от поршня к коромыслу в обоих направлениях. Этот механизм также был разработан Уаттом. Мощность увеличилась примерно в пять раз, что дало 75 % экономии в себестоимости угля. Тот факт, что на базе машины Уатта стало возможно преобразование поступательного движения поршня во вращательное, и стал толчком к промышленной революции. Тепловой двигатель теперь мог крутить колесо мельницы или фабричного станка, освободив производство от водяных колёс на реках. Уже к 1800 г. фирма Уатта и его компаньона Болтона произвела 496 таких механизмов, из которых только 164 использовались как насосы. Ещё 308 нашли применение на мельницах и фабриках, а 24 обслуживали доменные печи.